# Piazza Galvani
Piazza Galvani è una piazza situata nel centro storico di Bologna, antistante l'abside della basilica di San Petronio. Al centro della piazza è situata una statua di Luigi Galvani, scienziato bolognese.

## Storia
La piazza si apre nel pieno centro della città, situata nella zona absidale della basilica di San Petronio. Sulla piazza si affaccia il palazzo dell'Archiginnasio.
Dal 1449 il luogo dove ora sorge la piazza era destinato al mercato della seta, produzione che ha caratterizzato il territorio bolognese fino al XVII secolo. Nel 1563, con la costruzione del palazzo dell'Archiginnasio si decide di creare uno spazio vuoto, antistante l'ingresso del palazzo stesso.
Nel 1801 la piazza, che ha assunto la connotazione attuale, viene denominata piazza della Pace per commemorare la firma della pace tra Napoleone e l'Austria.
Nel 1879 alla piazza verrà conferito il nome definitivo, a ricordo di Luigi Galvani, cui lo scultore romano Adalberto Cencetti dedicherà una statua, tuttora presente.